# جبهه متحد اصول‌گرایان
جبههٔ متحد اصول‌گرایان معروف به جبههٔ متحد، یک تشکل سیاسی ایرانی وابسته به اصول‌گرایان است که در انتخابات مجلس هشتم شروع به فعالیت کرد و با ساختاری جدید در انتخابات مجلس نهم فعالیت کرد.

## تاریخچه
به پیشنهاد حبیب‌الله عسگراولادی و با دعوت محمود احمدی‌نژاد، نشستی با حضور برخی از سران اصول‌گرایان در ساختمان نهاد ریاست جمهوری تشکیل شد.
دعوت‌شدگان:
- غلامعلی حدادعادل، عزت‌الله ضرغامی، علیرضا زاکانی، حسین فدایی، سید شهاب الدین صدر، علی‌اکبر ولایتی، محمدرضا باهنر، علی اردشیر لاریجانی، محمدحسن ابوترابی‌فرد، اسدالله بادامچیان، محمد نبی حبیبی، محسن کوهکن، مهرداد بذرپاش، سید مجتبی ثمره هاشمی، محمد فروزنده، رضا آشتیانی عراقی، بیژن ذبیحی، سید محمدرضا میرتاج‌الدینی، مرتضی آقاتهرانی، مهدی کوچک‌زاده، حمید رسایی، علی‌اصغر زارعی، محمدرضا رحیمی، مسعود زریبافان، ابراهیم عزیزی، حمیدرضا حاجی‌بابایی، حیدر مصلحی و صادق محصولی.

از میان جمع دعوتشده علی اردشیر لاریجانی، رضا آشتیانی عراقی، محمدرضا رحیمی و مسعود زریبافان به دلیل سفر رهبر جمهوری اسلامی در قم بودند و علیرضا زاکانی نیز به دلیل کسالت نتوانست در این جلسه شرکت کند.
احمدی‌نژاد در ابتدای این جلسه دربارهٔ فلسفه تشکیل این نشست گفت: در پی جلسه‌ای که حدود دو ماه پیش با آقای حبیب‌الله عسگراولادی داشتیم و پیشنهاد ایشان جهت تحکیم هر چه بیشتر جبهه اصول‌گرایی با شرکت همه چهره‌های اصول‌گرا، این جلسه انشاالله وحدت‌بخش را برگزار کرده‌ایم.
به پیشنهاد برخی حاضران قرار شد در جلسه آینده از برخی چهره‌های غایب اصول‌گرا همچون محسن رضایی، محمد باقر قالیباف، احمد توکلی، مرتضی نبوی و مهدی چمران نیز برای حضور در این نشست دعوت به‌عمل آید.

## مواضع انتخاباتی

### انتخابات مجلس هشتم

نشانوارهٔ جبههٔ متحد در انتخابات مجلس هشتم

پس از تشکیل ائتلاف رایحه خوش خدمت و اعلام نتایج انتخابات سومین دوره شوراهای شهر و روستا و تداوم اختلاف نظرها در عرصه‌های مختلف، میان اصول‌گرایان (به ویژه، میان دولت و مجلس)، چگونگی دستیابی به انسجام و همفکری، در میان اصول‌گرایان، به اولویت اصلی، تبدیل گردید.
آغاز توافقات، به تشکیل نشستی با دعوت محمود احمدی‌نژاد، متشکل از آقایان محمود احمدی‌نژاد، غلامعلی حداد عادل، علی لاریجانی، احمد توکلی، علی اکبر ولایتی، حسین فدایی، علیرضا زاکانی، محمدرضا باهنر، صادق محصولی، حیدر مصلحی، علی کردان، مهدی چمران، محمدرضا رحیمی، محسن کوهکن و حبیب‌الله عسگراولادی بازمی‌گردد که پس از نشست‌های این ۱۵ نفر، کارگروهی ۹ نفره، متشکل از چمران، باهنر، مصلحی، محصولی، کوهکن، فدایی، زاکانی و… مأموریت تدوین منشور اصول‌گرایی و توافق برای حصول به وحدت را برعهده گرفت که در نهایت، سه طیف از جریان اصول‌گرا، شورایی را تشکیل دادند که جبهه متحد اصول‌گرایان نام گرفت.
جبهه متحد اصول‌گرایان، متشکل از سه ضلع جبهه پیروان خط امام و رهبری، جمعیت ایثارگران انقلاب اسلامی و ائتلاف رایحه خوش خدمت بود. منتقدین جبهه متحد اصول‌گرایان، همواره از دولتی بودن و انحصارطلبی آن انتقاد می‌کردند. شورای مرکزی جبهه متحد اصول‌گرایان، شامل ۱۱ نفر بود که سید شهاب الدین صدر و اسدالله بادامچیان به نمایندگی از ۱۴ تشکل و حزب عضو «جبهه پیروان خط امام و رهبری» در این جمع حضور داشتند. «محمدصادق محصولی» و «حیدر مصلحی» به نمایندگی از «رایحه خوش خدمت» در این شورا حضور داشتند. «حسین فدایی» و «علیرضا زاکانی» نمایندگی «جمعیت ایثارگران» را بر عهده داشتند. در کنار این شش نفر که به گفته سید شهاب الدین صدر، وظایف اجرایی اصلی بردوش آنهاست، یک جمع پنج نفره مرضی الاطراف در این شورا حضور دارد که به‌طور رسمی نام آن‌ها اعلام نشد. این جمع مرضی الاطراف که نام دیگر آن «شورای حکمیت اصول‌گرایان» است، وظیفه حل و فصل اختلافات احتمالی میان گروه‌های اصول‌گرا را برعهده داشت.
یکی از تأثیر گذارترین جریانات در جبهه متحد اصول‌گرایان جریانی موسوم به «کمیته اجرایی» بود. مؤسس و مدیر این گروه فردی بنام سید امیر حسین هاشمی بود که تا دهمین دوره ریاست جمهوری ایران این مسئولیت را بر عهده داشت و پس از آن تأثیر وی کمرنگ شد.

### انتخابات مجلس نهم
از یک سال پیش از انتخابات مجلس نهم، اقداماتی توسط جامعه روحانیت مبارز تهران و جامعه مدرسین حوزه علمیه قم برای تعیین ساز و کاری برای ایجاد وحدت رویه در بین اصول‌گرایان در انتخابات نهمین دوره مجلس شورای اسلامی صورت پذیرفت. نتیجه این اقدامات با محوریت آیت‌الله مهدوی کنی دبیرکل جامعه روحانیت، منجر به شکل‌گیری جبهه متحد با فرمول ۷+۸ شد که در آن ۷ نفر به عنوان کمیته داوری و ۸ نفر به عنوان نمایندگان گروه‌های مختلف سیاسی در آن حضور داشتند تا از طریق جلسات این کمیته، فهرست انتخاباتی اصولگرایان در شهرستان‌های مختلف کشور تعیین شود.
شورای مرکزی این جبهه با هدایت مهدوی کنی و محمد یزدی از قرار زیر بودند:
هیئت داوری:
- سید هاشم حسینی بوشهری
- عباس کعبی
- سید رضا تقوی
- محمدحسن ابوترابی فرد
- علی اکبر ولایتی
- غلامعلی حداد عادل
- حبیب‌الله عسگراولادی

هیئت اجرائی:
- حسین فدایی
- علیرضا زاکانی
- محمدرضا باهنر
- سید مهدی خاموشی
- کاظم جلالی

#### تهران
فهرست اصول‌گرایان در تهران نخست با حذف علی مطهری، حمیدرضا کاتوزیان و علی عباسپور طهرانی فرد در ۱۸ بهمن نهایی شد.
در تاریخ ۲۵ بهمن، سید مجتبی میردامادی از نامزدی کناره گرفت و حسین نجابت جایگزین او شد.
1. سیدمحمدحسن ابوترابی‌فرد
2. غلامعلی حداد عادل
3. غلامرضا مصباحی مقدم
4. احمد توکلی
5. محسن کازرونی
6. محمدرضا باهنر
7. محمدنبی حبیبی
8. علیرضا زاکانی
9. علیرضا مرندی
10. حسین فدایی آشیانی
11. الیاس نادران
12. مهرداد بذرپاش
13. اسماعیل کوثری
14. حسین مظفر
15. حسین ابراهیمی
16. مسعود میرکاظمی
17. اسدالله بادامچیان
18. زهره طبیب‌زاده
19. الهام امین‌زاده
20. زهره الهیان
21. لاله افتخاری
22. فاطمه رهبر
23. پرویز سروری
24. مجتبی رحماندوست
25. ابراهیم انصاریان، داماد آیت‌الله مهدوی کنی[۸]
26. محمود فرشیدی
27. علی‌اصغر خانی
28. محمدنبی رودکی
29. حسین نجابت
30. حمید فرمانی